# Comuna Zolotkovîci, Mostîska
Zolotkovîci (în ucraineană Золотковичі) este o comună în raionul Mostîska, regiunea Liov, Ucraina, formată din satele Boleanovîci, Iordanivka, Moceradî și Zolotkovîci (reședința).

## Demografie
Componența lingvistică a comunei Zolotkovîci
     Ucraineană (98,13%)
Conform recensământului din 2001, majoritatea populației comunei Zolotkovîci era vorbitoare de ucraineană (98,13%), existând în minoritate și vorbitori de polonă (1,87%).